# Chucena
Chucena és un poble de la província de Huelva (Andalusia), que pertany a la comarca d'El Condado.

## Demografia
| 1996  | 1998  | 1999  | 2000  | 2001  | 2002  | 2003  | 2004  | 2005  | 2006  |
| ----- | ----- | ----- | ----- | ----- | ----- | ----- | ----- | ----- | ----- |
| 1.930 | 1.943 | 1.980 | 1.964 | 1.931 | 1.967 | 2.005 | 1.996 | 2.044 | 2.044 |

## Història
Els seus orígens són prehistòrics. Les dades més recents es refereixen al repartiment de les terres de Sevilla, després de la Reconquesta. Fins al 24 de maig de 1812 eren dos pobles, Alcalá de la Alameda i Chucena, transformant-se per decret en una població que va prendre el nom d'una dels dos, amb el qual ara es denomina. Ben tractada per la família reial dels Trastàmara, Per Afany de Ribera va dur a Chucena el nucli d'un Mayorazgo. En 1574 el mayorazgo passarà a ser marquesat i més tard, per la unió matrimonial d'Ana María Enríquez de Ribera Portocarrero amb el duc de Medinaceli, entrarà en l'esmentat ducat. Un pi centenari, testimoni de la història d'aquests dos pobles convertits en un, va haver de ser tallat el dia 2 de setembre de 1988, a causa oficialment d'una malaltia. Figura en l'escut heràldic del poble presidit per una estrella, evocació de la Verge que duu aquest nom, patrona de la vila.